# Yuclesy Pinto
Yuclesy Pinto (1 de abril de 1981) es una deportista venezolana que compitió en atletismo adaptado, especialista en las disciplinas 100 m planos y lanzamiento de bala. Fue parte del conjunto femenino venezolano que asistió a los Juegos Paralímpicos de Londres 2012 donde alcanzó el undécimo lugar en el lanzamiento de bala categoría F11/12.
A nivel continental, participó en los Juegos Parapanamericanos de 2011 en Guadalajara, donde alcanzó la medalla de plata en lanzamiento de bala en la categoría F12; mientras que ha representado a su país en varios campeonatos nacionales e internacionales donde ha ganado varias preseas.